# Where's the beef?
« Where's the beef? » (« Y'est où le bœuf ?! ») est une phrase couramment utilisée aux États-Unis et au Canada pour s'interroger sur le contenu réel de quelque chose dont on parle beaucoup sans le détailler.

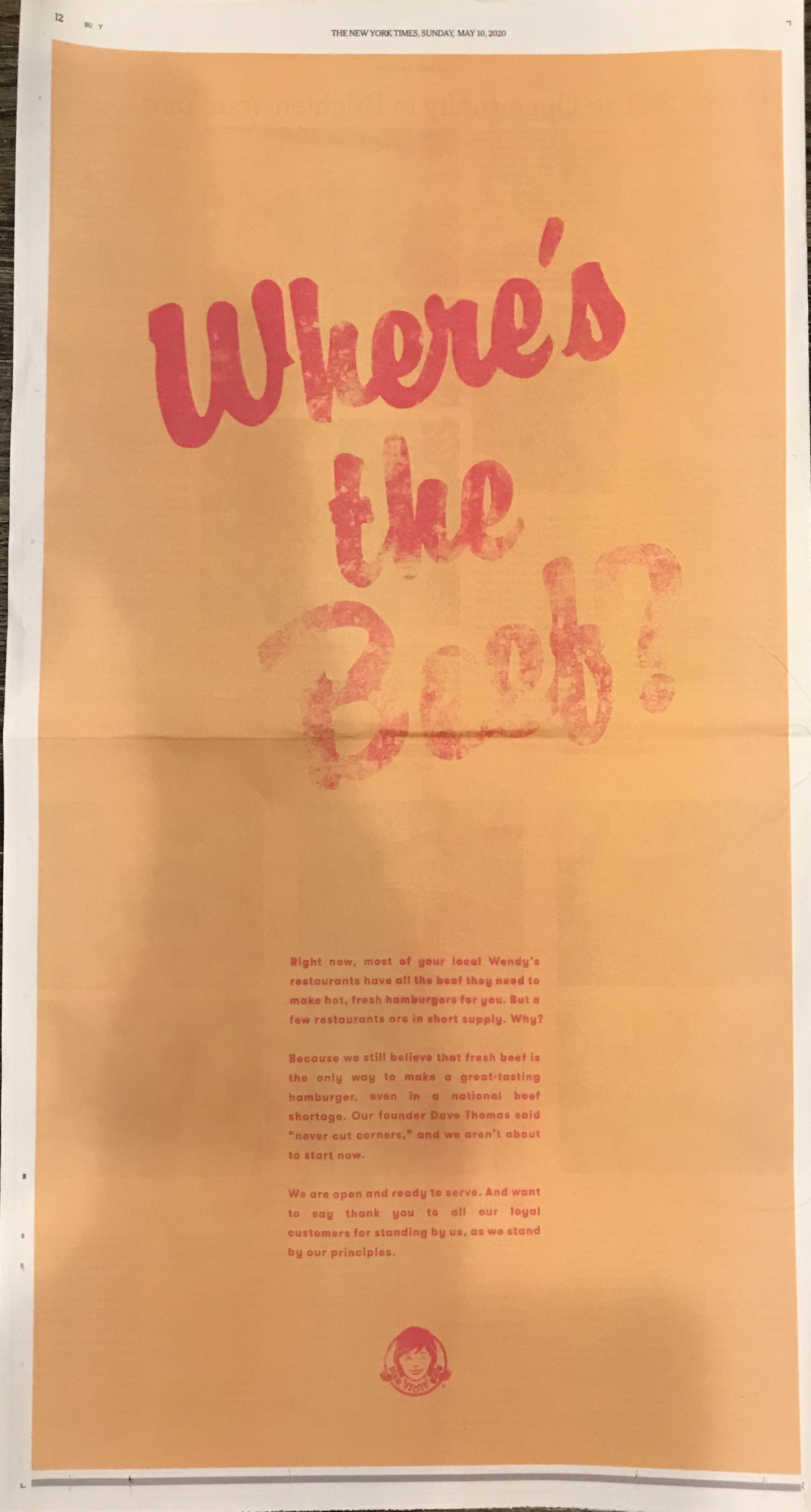
Publicité de Wendy's durant la pandémie de 2020.

Cette phrase a été entre autres utilisée par le sénateur Walter Mondale dans un face à face avec Gary Hart, Mondale reprochant à Hart de ne présenter aux électeurs démocrates que sa personnalité certes médiatique, mais sans avoir par ailleurs réellement de programme. 
Gary Hart sut réagir avec humour en faisant rapidement éditer et tirer un livre comportant un programme et en le présentant quelques semaines plus tard entre deux tranches de pain à hamburger dans une conférence de presse en annonçant : « Here is the beef! » (« Il est là, le bœuf ! »), dans un éclat de rire général.
Le slogan « Where is the beef? » était à l'origine un slogan utilisé par la firme de hamburgers Wendy's dans ses publicités télévisées : une dame âgée peinant à trouver une réelle trace de viande dans son hamburger téléphonait au directeur sur son yacht pour lui poser cette question avec virulence et humour.